# إبريج

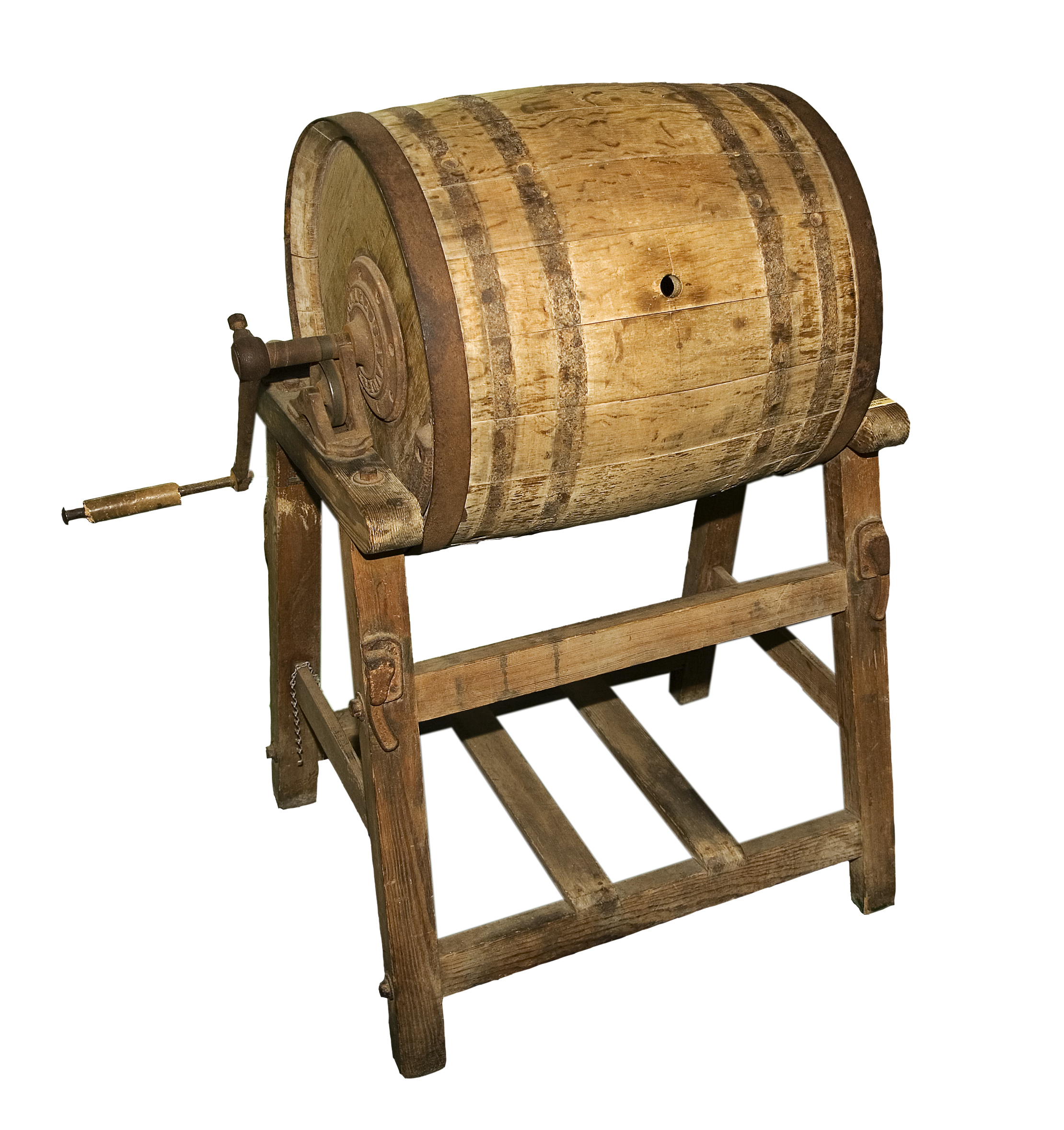

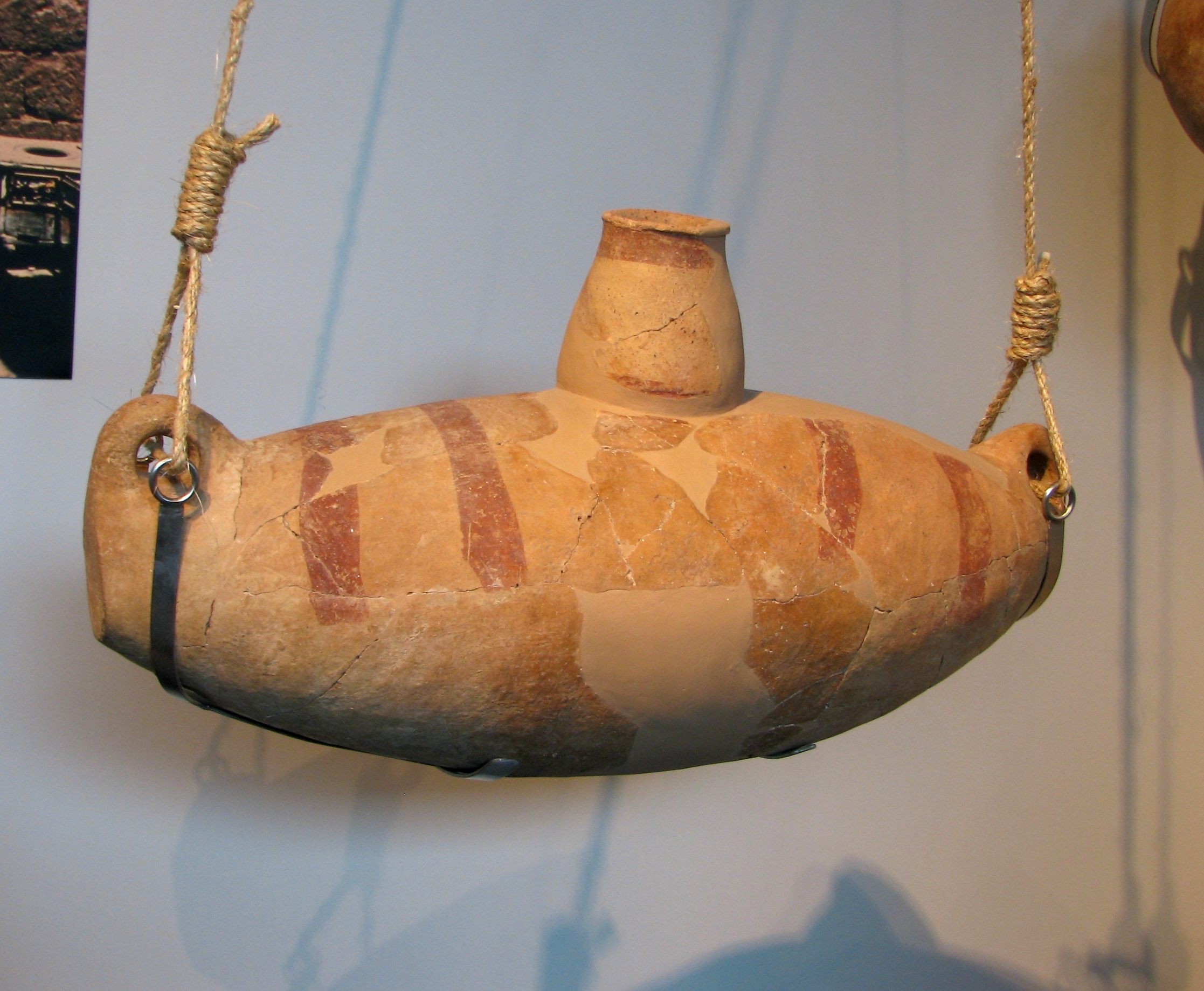

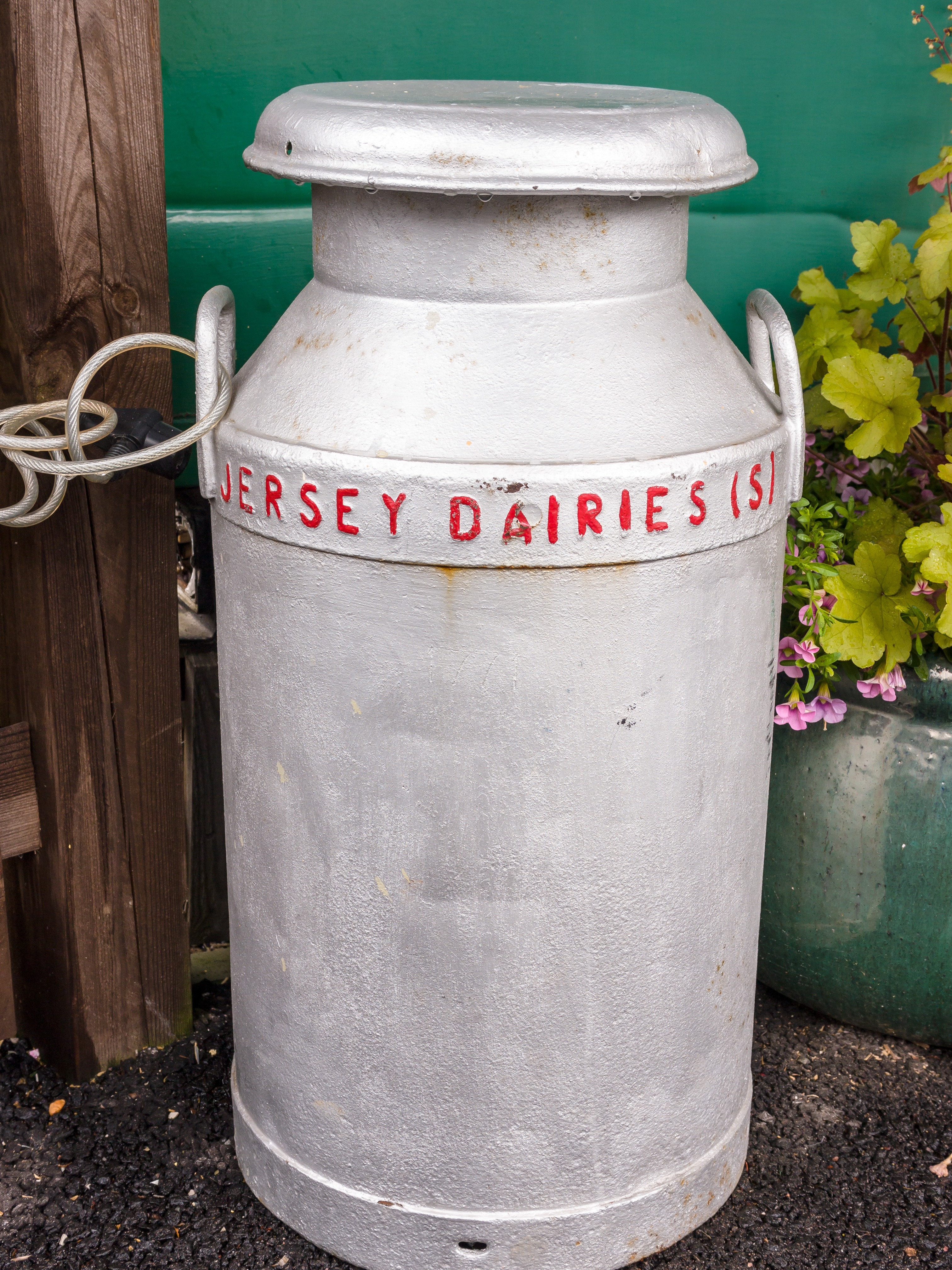
نوع من مخضضة الحليب (Milk churn).

المِمْخَض أو المِمْخَضَة الخضاض أو الشَّكوة أو خضاضة الحليب أو مخضضة الحليب أو إبريج (بالإنجليزية: Butter churn) هو وعاء تمخض فيه الكثأة لاستخراج الزبد منها. الأباريج الحديثة عديدة الأشكال والأحجام منها يدوية يحركها العامل ومنها آلية تحركها الكهرباء وغيرها. أما الأدوات القديمة التي كانت تستعمل لهذه الغاية فهي: السقاء، النحي...

## روابط خارجية
- Several types of butter churn illustrated and described
- Traditional Czech butter churn